# Fresne-Léguillon
Fresne-Léguillon è un comune francese di 476 abitanti situato nel dipartimento dell'Oise, della regione dell'Alta Francia.

## Società

### Evoluzione demografica
Abitanti censiti